# Georges Chabot
Georges Chabot (ur. 5 kwietnia 1890 w Besançon, zm. 16 października 1975) – francuski geograf.

## Życiorys
Studiował na Sorbonie, gdzie doktoryzował się w 1927 na podstawie pracy dotyczącej francuskiej Jury. W 1928 rozpoczął pracę jako wykładowca na Université de Bourgogne w Dijon. W 1945 przeniósł się do Paryża, gdzie objął kierownictwo Katedry Geografii Regionalnej, a następnie dyrekcję Instytutu Geograficznego Sorbony. W 1961 przeszedł na emeryturę.
Był przedstawicielem tzw. regionalnej szkoły geograficznej. Opierał się na syntezie przyrodniczych i historycznych kryteriów wydzielania regionów. Uwzględniał przy tym kryteria nie tylko historyczne, ale także współczesne, związane z faktem kształtowania się miast i stref ich wpływów. Dotyczyła tego m.in. obszerna monografia Traité de géographie urbaine (1963), której był współautorem. Położył szczególny wkład w badania nad strefami wpływów miast. Wykładnią jego nowatorskich metod badawczych było dzieło Geographie régionale de France z 1966, które zostało ostro skrytykowane przez część środowiska naukowego, z uwagi na nietradycyjne potraktowanie podziału regionalnego Francji. Ze sprawami polskimi zetknął się już w 1919, kiedy to skierowano go do francuskiego komitetu studiów przy konferencji pokojowej po I wojnie światowej. Wykonał wtedy kilka studiów i ekspertyz przychylnych stanowisku polskiemu, zwłaszcza dotyczących przeszłości Gdańska i Pomorza. Poznał wtedy m.in. Eugeniusza Romera, z którym połączyły go serdeczne stosunki. W 1934 przyjechał na kongres geograficzny do Warszawy. Od tego czasu datują się jego silne kontakty z geografami polskimi, przerwane na krótki czas działaniami II wojny światowej. Zamieszczał liczne recenzje prac polskich autorów we francuskich czasopismach fachowych. Zamieszczał też artykuły w „Przeglądzie Geograficznym”, „Geografii w Szkole” i „Geographia Polonica”. W 1962 otrzymał godność honorowego członka Polskiego Towarzystwa Geograficznego (był też członkiem honorowym towarzystw z Chorwacji, Finlandii, Włoch, Norwegii, Serbii, Belgii i Wielkiej Brytanii). Otrzymał tytuł doktora honoris causa uniwersytetów w Uppsali i Jassach.